# Selecția Națională 2019
Die 23. Selecția Națională fand am 17. Februar 2019 statt und war die rumänische Vorentscheidung für den Eurovision Song Contest 2019 in Tel Aviv (Israel).

## Format

### Konzept
Anders als die großangelegte Vorentscheidung im Vorjahr, sollten 2019 wieder nur 24 Teilnehmer an der Vorentscheidung teilnehmen. Diese wurden auf zwei Halbfinale verteilt, die im Januar und Februar 2018 stattfanden. Laut Berichten rumänischer Medien, sollen die Halbfinale wieder an verschiedenen Orten in Rumänien stattfinden. Im Halbfinale bestimmt dann eine Jury je bis zu fünf Finalisten und das Televoting jeweils je einen weiteren Finalisten. TVR behält ebenfalls das Recht eine Wildcard für das Finale vergeben zu können. So werden am Ende maximal 13 Interpreten am Finale teilnehmen. Dort wird der Sieger dann zu 50 % Televoting und zu 50 % per internationaler Jury entschieden. Sollte es zu einem Gleichstand beim Sieger kommen, wird die internationale Jury den Sieger entscheiden. Es wird das erste Mal sein, dass eine internationale Jury bei der Selecția Națională zum Einsatz kommt.

### Sendungen
| Iași |

| Arad |

| Bukarest |

| Sendung      | Sendedatum       | Stadt    | Austragungsort              |
| ------------ | ---------------- | -------- | --------------------------- |
| Semifinala 1 | 27. Januar 2019  | Iași     | Sala Polivalentă            |
| Semifinala 2 | 10. Februar 2019 | Arad     | Sala Sporturilor „Victoria“ |
| Finala       | 17. Februar 2019 | Bukarest | Sala Polivalentă            |

### Beitragswahl
Vom 9. November 2018 bis zum 10. Dezember 2018 konnten Beiträge auf der Internetseite von TVR eingereicht werden. Es galt lediglich die Regel, dass die eingereichten Beiträge mit den Song Contest Regeln übereinstimmen sollten.
Am 13. Dezember 2018 gab TVR bekannt, dass sie 126 Lieder erhalten haben.

## Teilnehmer

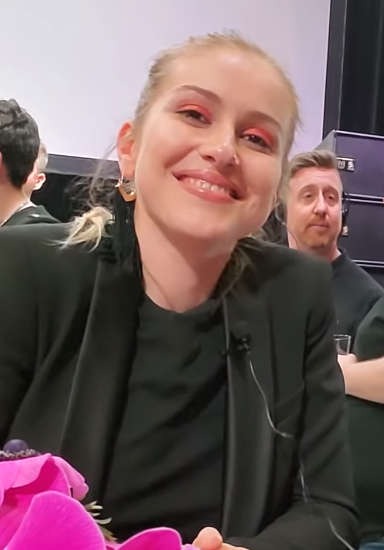
Die Gewinnerin der rumänischen Vorentscheidungen: Ester Peony

Am 20. Dezember 2018 präsentierte TVR die 24 Teilnehmer der Öffentlichkeit. Diese wurden durch folgende Jury ausgewählt:
- George Balint – Journalist (Realitatea Muzicală)
- Felix Crainicu (Radio România)
- Horea Ghibuțiu – Musik Journalist (unsitedemuzica.ro)
- Bogdan Miu – Radio Programmplaner und Journalist (DigiFM)
- Bogdan Pavlică (Radio România)
- Răzvan Popescu (Radio Zu)
- Andreea Remețan – Radio Programmplaner (Virgin Radio)
- Gabriel Scîrlet – Musik Direktor (TVR)
- Oliver Simionescu – DJ Olix (Kiss FM)
- Liana Stanciu – Journalistin (TVR)
- Dragoș Vulgaris – Musik Journalist (ProFm & Chill FM)

Unter den 24 Teilnehmer ist Nicola, die Rumänien bereits 2003 vertrat.
Dan Bittman, der Rumänien erstmals bei ihrem Debüt 1994 vertrat, sollte ursprünglich auch an der Vorentscheidung teilnehmen. Am 1. Januar 2019 gab er allerdings bekannt, dass er zum Zeitpunkt der Halbfinale nicht in Rumänien sein wird und sich somit vom Wettbewerb zurückzieht.
Am 11. Januar 2019 gab TVR bekannt, dass sie zwei Wildcards vergeben haben, so dass eigentlich 25 Teilnehmer 2019 angetreten wären.
Ursprünglich sollte ebenfalls MIHAI teilnehmen, der Rumänien bereits beim Eurovision Song Contest 2006 vertrat. Am 13. Januar 2019 gab er allerdings via Facebook bekannt, dass er sich von der Selecția Națională 2019 zurückziehen werde. Als Grund gab er an, dass er der Objektivität der Organisatoren nicht mehr traue, nach dem sie zwei Wildcards vergeben hatten, wobei ursprünglich nur eine vergeben werden sollte. MIHAI nahm bereits 2006, 2016, 2017 und 2018 als Solokünstler an der Selecția Națională teil und wird damit zum ersten Mal seit 2015 nicht an dieser teilnehmen. Die Sängerin Xandra zog ihre Teilnahme ebenfalls zurück. Somit werden 2019 insgesamt 23 Interpreten teilnehmen.

## Halbfinale

### Erstes Halbfinale
Das erste Halbfinale fand am 27. Januar 2019, 21:00 Uhr (EET) statt. Fünf Teilnehmer qualifizierten sich durch Juryvoting für das Finale, während das Publikum einen weiteren Finalisten auswählte.
| Startnr. | Interpret             | Lied Musik (M) und Text (T)                                                       | Sprache             | Übersetzung (Inoffiziell)     | Jury    | Jury  | Zuschauer                  | Zuschauer |
| Startnr. | Interpret             | Lied Musik (M) und Text (T)                                                       | Sprache             | Übersetzung (Inoffiziell)     | Stimmen | Platz | Stimmen (Televoting & SMS) | Platz     |
| -------- | --------------------- | --------------------------------------------------------------------------------- | ------------------- | ----------------------------- | ------- | ----- | -------------------------- | --------- |
| 09       | Claudiu Mirea         | We Are The Ones M: Mihai Ogasanu, Claudiu Mirea; T: Claudiu Mirea                 | Englisch            | Wir sind diejenigen           | 48      | 01.   | –                          | –         |
| 11       | Bella Santiago        | Army Of Love M/T: Resciebelle Barrios Santiago, Alexandru Luft                    | Englisch            | Armee der Liebe               | 47      | 02.   | –                          | –         |
| 01       | Trooper               | Destin M: Aurelian Dincă; T: Alin Dincă                                           | Rumänisch           | Schicksal                     | 36      | 03.   | –                          | –         |
| 05       | Dya & Lucian Colareza | Without You (Sin ti) M: Sergi Gascon; T: Sergi Gascon, Daniel Andres Giraldo Mazo | Englisch, Rumänisch | Ohne dich (Ohne dich)         | 37      | 04.   | –                          | –         |
| 04       | Teodora Dinu          | Skyscraper M/T: Udo Mechels, Laila Samuelsen, Jonas Brøgger Filtenborg            | Englisch            | Wolkenkratzer                 | 27      | 05.   | –                          | –         |
| 06       | Nicola                | Weight Of The World M/T: Will Taylor, Michael James Down, Jonas Gladnikoff        | Englisch            | Gewicht der Erde              | 27      | 06.   | 0255                       | 5.        |
| 08       | Vaida                 | Underground M/T: Michael James Down, Hanif Sabzevari, Will Taylor, Tonje Gjevjon  | Englisch            | Untergrund                    | 26      | 07.   | 1.825                      | 1.        |
| 03       | Ommieh x Anakrisez    | Rock This Way M: Eduard Cârcotă; T: Alexandru Bugan                               | Englisch            | Rocke diesen Weg              | 23      | 08.   | 0262                       | 4.        |
| 02       | Berniceya             | The Call: Dynasty of Love M/T: Florin Chitiul                                     | Englisch            | Der Anruf: Dynastie der Liebe | 08      | 09.   | 0104                       | 6.        |
| 07       | Steam                 | The Way It Goes M: Sorin Cotorceanu, Mihai Rapeanu; T: Sorin Cotorceanu           | Englisch            | Die Art wie es geht           | 06      | 10.   | 0394                       | 3.        |
| 10       | The Four              | Song Of My Heart M/T: Cătălin Dascălu, Theea Miculescu                            | Englisch            | Lied meines Herzens           | 05      | 11.   | 0661                       | 2.        |

 Kandidat hat sich für das Finale qualifiziert.
 Kandidat hat sich per Televoting für das Finale qualifiziert.

### Zweites Halbfinale
Das zweite Halbfinale fand am 10. Februar 2019, 21:00 Uhr (EET) statt. Fünf Teilnehmer qualifizierten sich durch Juryvoting für das Finale, während das Publikum einen weiteren Finalisten auswählte.
| Startnr. | Interpret                          | Lied Musik (M) und Text (T) | Sprache             | Übersetzung (Inoffiziell) | Jury    | Jury  | Zuschauer                  | Zuschauer |
| Startnr. | Interpret                          | Lied Musik (M) und Text (T) | Sprache             | Übersetzung (Inoffiziell) | Stimmen | Platz | Stimmen (Televoting & SMS) | Platz     |
| -------- | ---------------------------------- | --- | ------------------- | ------------------------- | ------- | ----- | -------------------------- | --------- |
| 10       | Laura Bretan                       | Dear Father M: Mihai Alexandru; T: Alexa Niculae                                                                                         | Englisch            | Lieber Vater              | 54      | 01.   | –                          | –         |
| 12       | Linda Teodosiu                     | Renegades M: Jonas Thander; T: Rachel Suter, Frank Giustra                                                                               | Englisch            | Verräter                  | 52      | 02.   | –                          | –         |
| 11       | Ester Peony                        | On A Sunday M: Alexandru Serbu, Ester Alexandra Cretu; T: Ioana Victoria Badea                                                           | Englisch            | An einem Sonntag          | 41      | 03.   | –                          | –         |
| 09       | Letitia Moisescu & Sensibil Balkan | Daina M/T: Mihai Ogasanu | Englisch            | –                         | 37      | 04.   | –                          | –         |
| 03       | Olivier Kaye                       | Right Now M: Ovidiu Jacobsen, Shani Kfir, Rasmus Bosse; T: Ovidiu Jacobsen, Shani Kfir                                                   | Englisch            | Grade jetzt               | 30      | 05.   | –                          | –         |
| 08       | Aldo Blaga                         | Your Journey M: Aldo Blaga, Olivier Bassil; T: Nicoleta Roman                                                                            | Englisch            | Deine Reise               | 19      | 06.   | 539                        | 1.        |
| 01       | 2 Gents                            | Ielele M: Alexandru Antonescu, Catalin Tamazlicaru, Ciprian Rogojan, Doru Todoruţ; T: Alexandru Antonescu, Ciprian Rogojan, Doru Todoruţ | Englisch, Rumänisch | Feen                      | 18      | 07.   | 295                        | 2.        |
| 06       | Johnny Bădulescu                   | Give Up Now M/T: Rob Price | Englisch            | Gebe nun auf              | 16      | 08.   | 142                        | 6.        |
| 04       | Xonia                              | Discrete M/T: Leticia Ascencio, John Scott Mulchaey, Edliberto Mendez, Bexx                                                              | Englisch            | Eigenständig              | 14      | 09.   | 154                        | 5.        |
| 02       | Georgy                             | Tears M: Valentin Muntean; T: Claire | Englisch            | Tränen                    | 05      | 10.   | 191                        | 4.        |
| 07       | Echoes                             | High Heels On M: Liviu Elekes, Claudiu Dănăilă; T: Claudiu Dănăilă, Pavel Petricenco                                                     | Englisch            | Hohe Schuhe an            | 03      | 11.   | 141                        | 7.        |
| 05       | TWM                                | Make Me Your Man M: Adrian-Radu Rusu, Eduard Carcota; T: Adi Campurean                                                                   | Englisch            | Mach mich zu deinem Mann  | 01      | 12.   | 254                        | 3.        |

 Kandidat hat sich für das Finale qualifiziert.
 Kandidat hat sich per Televoting für das Finale qualifiziert.

## Finale
Das Finale fand am 17. Februar 2019, 21:00 Uhr (EET) statt. Ester Peony gewann den Vorentscheid, nachdem sie im Juryvoting den ersten Platz erzielte. Im Televoting erzielte sie drei Punkte und konnte sich am Ende mit 65 Punkten vor Laura Bretan durchsetzen, die das Televoting für sich entschied.
| Platz | Startnr. | Interpret                          | Lied Musik (M) und Text (T)                                                            | Sprache             | Übersetzung (Inoffiziell) | Jury              | Jury          | Jury          | Jury         | Jury         | Jury              | Jury   | Zuschauer                  | Zuschauer | Gesamt |
| Platz | Startnr. | Interpret                          | Lied Musik (M) und Text (T)                                                            | Sprache             | Übersetzung (Inoffiziell) | William Lee Adams | Deban Aderemi | Alex Calancea | Șerban Cazan | Tali Eshkoli | Emmelie de Forest | Gesamt | Stimmen (Televoting & SMS) | Punkte    | Gesamt |
| ----- | -------- | ---------------------------------- | -------------------------------------------------------------------------------------- | ------------------- | ------------------------- | ----------------- | ------------- | ------------- | ------------ | ------------ | ----------------- | ------ | -------------------------- | --------- | ------ |
| 01.   | 04       | Ester Peony                        | On A Sunday M: Alexandru Serbu, Ester Alexandra Cretu; T: Ioana Victoria Badea         | Englisch            | An einem Sonntag          | 12                | 12            | 7             | 12           | 12           | 7                 | 62     | 0356                       | 03        | 65     |
| 02.   | 03       | Laura Bretan                       | Dear Father M: Mihai Alexandru; T: Alexa Niculae                                       | Englisch            | Lieber Vater              | 6                 | 4             | 12            | 7            | 7            | 12                | 48     | 4.685                      | 12        | 60     |
| 03.   | 09       | Bella Santiago                     | Army Of Love M/T: Resciebelle Barrios Santiago, Alexandru Luft                         | Englisch            | Armee der Liebe           | 10                | 10            | 10            | 10           | 10           | –                 | 50     | 1.161                      | 08        | 58     |
| 04.   | 01       | Linda Teodosiu                     | Renegades M: Jonas Thander; T: Rachel Suter, Frank Giustra                             | Englisch            | Verräter                  | 2                 | 6             | 8             | 8            | 6            | 6                 | 36     | 0771                       | 06        | 42     |
| 05.   | 08       | Letitia Moisescu & Sensibil Balkan | Daina M/T: Mihai Ogasanu                                                               | Englisch            | –                         | 8                 | 7             | 3             | 6            | 8            | 3                 | 35     | 0572                       | 05        | 40     |
| 06.   | 12       | Vaida                              | Underground M/T: Michael James Down, Hanif Sabzevari, Will Taylor, Tonje Gjevjon       | Englisch            | Untergrund                | 7                 | 8             | 2             | –            | 1            | 10                | 28     | 0988                       | 07        | 35     |
| 07.   | 10       | Trooper                            | Destin M: Aurelian Dincă; T: Alin Dincă                                                | Rumänisch           | Schicksal                 | 5                 | –             | 5             | 3            | 4            | 2                 | 19     | 1.425                      | 10        | 29     |
| 08.   | 02       | Olivier Kaye                       | Right Now M: Ovidiu Jacobsen, Shani Kfir, Rasmus Bosse; T: Ovidiu Jacobsen, Shani Kfir | Englisch            | Grade jetzt               | –                 | 2             | 6             | 5            | 5            | 8                 | 26     | 0151                       | 01        | 27     |
| 09.   | 05       | Claudiu Mirea                      | We Are The Ones M: Mihai Ogasanu, Claudiu Mirea; T: Claudiu Mirea                      | Englisch            | Wir sind diejenigen       | 1                 | 3             | 4             | 4            | 3            | 4                 | 19     | 0134                       | 0         | 19     |
| 10.   | 06       | Aldo Blaga                         | Your Journey M: Aldo Blaga, Olivier Bassil; T: Nicoleta Roman                          | Englisch            | Deine Reise               | 3                 | –             | 1             | 1            | –            | 5                 | 10     | 0455                       | 04        | 14     |
| 11.   | 11       | Dya & Lucian Colareza              | Without You (Sin ti) M: Sergi Gascon; T: Sergi Gascon, Daniel Andres Giraldo Mazo      | Englisch, Rumänisch | Ohne dich (Ohne dich)     | 4                 | 1             | –             | 2            | –            | 1                 | 08     | 0332                       | 02        | 10     |
| 12.   | 05       | Teodora Dinu                       | Skyscraper M/T: Udo Mechels, Laila Samuelsen, Jonas Brøgger Filtenborg                 | Englisch            | Wolkenkratzer             | –                 | 5             | –             | –            | 2            | –                 | 07     | 0139                       | 0         | 07     |